# Yumi Tomei
Yumi Tomei (東明 有美, Tomei Yumi), née le 1er juin 1972, est une joueuse internationale de football japonaise.

## Biographie
Le 6 décembre 1993, elle fait ses débuts avec l'équipe nationale japonaise lors de la Coupe d'Asie, contre la Philippines. Elle participe à la Coupe du monde 1995, 1999 et Jeux olympiques d'été 1996. Elle compte 43 sélections et 6 buts en équipe nationale du Japon de 1993 à 1999.

## Statistiques
Le tableau ci-dessous présente les statistiques de Yumi Tomei en équipe nationale
| Équipe du Japon | Équipe du Japon | Équipe du Japon |
| Année           | Matchs          | Buts            |
| --------------- | --------------- | --------------- |
| 1993            | 2               | 2               |
| 1994            | 6               | 0               |
| 1995            | 8               | 3               |
| 1996            | 9               | 0               |
| 1997            | 6               | 1               |
| 1998            | 6               | 0               |
| 1999            | 6               | 0               |
| Total           | 43              | 6               |

## Palmarès
- Finaliste de la Coupe d'Asie 1995
- Troisième de la Coupe d'Asie 1993, 1997